# Czasław (Bischof von Krakau)
Czasław († 1103 in Krakau) war ab 1101 Bischof von Krakau.

## Leben
Czasław war möglicherweise mit dem Krakauer Bischof Stanislaus von Krakau verwandt. Nach dem Tod Lambert III. wurde Czasław von Herzog Władysław I. Herman zum Krakauer Bischof ernannt. Er ließ eine erste Inventur des Kathedralschatzes der Wawel-Kathedrale durchführen.